# I segreti di New York
I segreti di New York è un saggio storico scritto da Corrado Augias. Pubblicato da Mondadori nel settembre 2000, è un libro che racconta le vite di alcune celebri persone che hanno vissuto a New York.

## Trama
Il libro racconta luoghi, stili di vita e dettagli poco noti di alcuni importanti celebrità del ventesimo secolo come
le scoperte di Antonio Meucci e il suo incontro con Giuseppe Garibaldi che fu suo ospite a Staten Island, la vita dei due artisti di strada Jean-Michel Basquiat e Keith Haring, dello scrittore Herman Melville e del musicista George Gershwin; l'ascesa al crimine di alcuni potenti boss di origine ebraica come Dutch Schultz, Meyer Lansky, Arnold Rothstein e la relazione tra lo scrittore Arthur Miller e l'attrice Marilyn Monroe.

## Edizioni
- Corrado Augias, I segreti di New York. Storie, luoghi e personaggi di una metropoli, Collana Varia, Arnoldo Mondadori Editore, 2000.
- I segreti di New York. Storie, luoghi e personaggi di una metropoli, Collana Oscar Bestsellers n.1191, Milano, Mondadori, settembre 2001, ISBN 978-88-04-49909-1. (edizione rivista)